# Llanuras de Moab

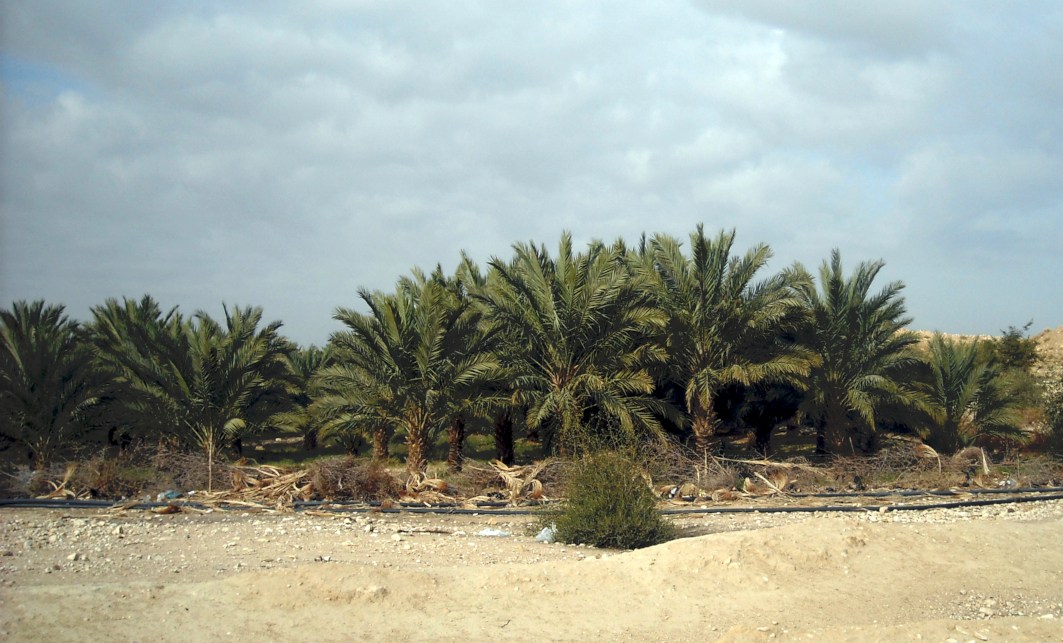
Palmeras cerca de Tell el-Hammam, identificadas por muchos estudiosos como Abel-Shittim de las llanuras de Moab

Las llanuras de Moab (עַרְבוֹת מוֹאָב) se mencionan en tres libros de la Biblia hebrea (Números, Deuteronomio y Josué) como una zona de Transjordania, que se extiende a lo largo del Jordán «frente a Jericó», y más concretamente «desde Beth Jeshimoth hasta Abila (Perea)» (Num. 33:49). Aquí se encuentra la última estación del Éxodo y el lugar desde donde Moisés sube al Monte Nebo hasta la cima del Pisga, donde muere (Deut. 34:1).

## Geografía
Nelson Glueck describe las llanuras de Moab como una «harpa truncada», con su límite norte marcado por Wadi Nimrin y el extremo sur formado por las colinas de Moab al sur de Wadi el-'Azeimeh, que se extienden desde la meseta de Moab hacia el extremo noreste del Mar Muerto, cerrando las llanuras. Glueck nombra los tres principales arroyos que cruzan las llanuras hacia el Jordán, de norte a sur: Wadi Nimrin, que antes de salir de las colinas se llama Wadi Sha'ib; Wadi el-Kefrein; y Wadi er-Ramah, llamado Wadi Hesban en las colinas, que se une con Wadi el-Kefrein a dos tercios del camino a través de las llanuras.
En su libro de 1856 “'The Sacred Plains”' (Las llanuras sagradas), J. H. Headley describió las llanuras de Moab como una extensión más amplia: «Las llanuras de Moab se encuentran al este del mar Muerto y del río Jordán. El Arnon, que las atraviesa, las divide en dos partes. Una baja cadena montañosa, llamada Abarim, que se extiende desde la parte sur del mar Muerto hasta el monte Gilead, las subdivide de nuevo en este y oeste. Al este se extienden hasta las fronteras del Gran Desierto, en el que se hunden gradualmente; y al oeste forman una sucesión de terrazas elevadas, como gigantescos escalones, que descienden hasta las orillas del Jordán y el mar Muerto. <...> En la antigüedad, los moabitas poseían toda la llanura desde la parte sur del mar Muerto hasta el monte Gilead, pero los amoritas les hicieron la guerra y les arrebataron toda la parte situada al norte del río Arnón...».

## Período persa
En el siglo IV a. C., los israelitas que regresaban del exilio babilónico se establecieron en el antiguo emplazamiento de Beth-nimrah, cuya ciudad marcaba el punto más oriental del asentamiento judío en Transjordania.

## Bibliogrfía
- Glueck, Nelson (October 1943). «Some Ancient Towns in the Plains of Moab». Bulletin of the American Schools of Oriental Research (91): 10. JSTOR 3219054. doi:10.2307/3219054.